# Demokratiska koalitionen
Demokratiska koalitionen (ungerska: Demokratikus Koalíció; förkortat DK) är ett socialliberalt politiskt parti i Ungern. Partiet grundades 2011 och partiledare är Ferenc Gyurcsány.